# ミモラ 心のままに
『ミモラ 心のままに』（ミモラ こころのままに、原題：Hum Dil De Chuke Sanam/Straight From the Heart）は、1999年に公開されたインドの恋愛映画。サンジャイ・リーラー・バンサーリーが監督を務め、サルマーン・カーン、アジャイ・デーヴガン、アイシュワリヤー・ラーイが出演している。クレジットはされていないが、メイトリーイ・デヴィの小説『Na Hanyate』を原作としている。また、ドイツ映画『みずうみ』の影響も受けている。映画は『Andha Ezhu Natkal』と『Woh Saat Din』のリメイクだと広く認識されている。
撮影はグジャラート州、ラージャスターン州、ブダペストで行われ、インド国際映画祭でプレミア上映された。2009年にはリメイク作品『Neel Akasher Chandni』が公開された。

## キャスト
- サミル・ロッセリーニ - サルマーン・カーン
- ヴァンラジ - アジャイ・デーヴガン
- ナンディニ - アイシュワリヤー・ラーイ
- 祖母 - ゾーラ・セーガル（英語版）
- パンディット・ダルバール - ヴィクラム・ゴーカレー（英語版）
- アムリタ - スミター・ジャイカル（英語版）
- カムナ - リーカ・ラオ
- バイラオン - ケニー・デサイ
- アヌパマ - シーバ・チャッダ（英語版）
- ヴァンラジの母 - カヌ・ギル
- ヴィクラマジェート - ラジェーヴ・ヴァルマ
- タラン - ヴィナイ・パータク（英語版）
- ロッセリーニ - ヘレン（英語版）
- シルパ - ディンプル・イナンダール
- バラット - アーカシュ・カルナタキ

## サウンドトラック
作曲はイスマーイール・ダルバール、作詞はメーブーブが担当し、歌手としてカビータ・クリシュナマーシー、アルカ・ヤグニック、クマール・サーヌー、ウディット・ナーラーヤン、ハリハラン、ヴィノード・ラソッド、スルタン・カーン、シャンカル・マハーデーヴァン、KKなどが参加している。楽曲はフィルムフェア賞で9つの賞を受賞した。プラネット・ボリウッドのヴィクラム・バトナガールは10点満点の星を与え、「これはヒンディー・サウンドトラックの歴史の中で最高の作品だ」と称賛している。

## 評価

### 興行収入
『ミモラ 心のままに』は1999年公開のインド映画の興行収入ランキングで第3位となっている。海外市場の興行収入は8500万ルピーを記録している。

### 批評
批評家からは撮影技法や音楽、主要キャストの演技、ゲスト出演したヘレンの演技が特に高く評価されている。アヌパマ・チョープラーは「この3時間にも及ぶ壮大な作品には、ボリウッド基準で見ても莫大な歌、ロマンス、コメディ、信心の素材、色付けされたダンスナンバーが詰め込まれている」と批評している。フィルムフェアは「10年に1度の豪華な作品」と表現し、「映画学的にこの映画は完璧で、この事実だけで鑑賞するに値します。イスマーイール・ダルバールの音楽はシンプルに魅力的です」と批評している。

### 受賞・ノミネート
| 映画賞                          | 部門                       | 対象                                                       | 結果       |
| ------------------------------- | -------------------------- | ---------------------------------------------------------- | ---------- |
| 第47回国家映画賞                | 美術賞                     | ニティン・チャンドラカント・デサイ                         | 受賞       |
| 第47回国家映画賞                | 音楽監督賞                 | イスマーイール・ダルバール                                 | 受賞       |
| 第47回国家映画賞                | 振付賞                     | ヴァイバヴィ・メルチャント                                 | 受賞       |
| 第47回国家映画賞                | 撮影賞                     | アニル・メータ                                             | 受賞       |
| 第45回フィルムフェア賞          | 作品賞                     | サンジャイ・リーラー・バンサーリー                         | 受賞       |
| 第45回フィルムフェア賞          | 監督賞                     | サンジャイ・リーラー・バンサーリー                         | 受賞       |
| 第45回フィルムフェア賞          | 主演男優賞                 | サルマーン・カーン                                         | ノミネート |
| 第45回フィルムフェア賞          | 主演男優賞                 | アジャイ・デーヴガン                                       | ノミネート |
| 第45回フィルムフェア賞          | 主演女優賞                 | アイシュワリヤー・ラーイ                                   | 受賞       |
| 第45回フィルムフェア賞          | 男性プレイバックシンガー賞 | ユディット・ナラヤン（「Chand Chupa Badal Mein」）         | 受賞       |
| 第45回フィルムフェア賞          | 美術賞                     | ニティン・チャンドラカント・デサイ                         | 受賞       |
| 第45回フィルムフェア賞          | 撮影賞                     | アニル・メータ                                             | 受賞       |
| 第45回フィルムフェア賞          | 振付賞                     | サロージ・カーン（「Nimbooda」）                           | 受賞       |
| 第45回フィルムフェア賞          | 作曲賞                     | アンジャン・ビスワス                                       | 受賞       |
| 第45回フィルムフェア賞          | R・D・ブルマン賞           | イスマーイール・ダルバール                                 | 受賞       |
| スター・スクリーン・アワード    | 作品賞                     | サンジャイ・リーラー・バンサーリー                         | 受賞       |
| スター・スクリーン・アワード    | 監督賞                     | サンジャイ・リーラー・バンサーリー                         | 受賞       |
| スター・スクリーン・アワード    | 主演女優賞                 | アイシュワリヤー・ラーイ                                   | 受賞       |
| スター・スクリーン・アワード    | 女性プレイバックシンガー賞 | カビータ・クリシュナマーシー                               | 受賞       |
| スター・スクリーン・アワード    | 脚本賞                     | サンジャイ・リーラー・バンサーリー、ケネス・フィリップス   | 受賞       |
| 第1回国際インド映画アカデミー賞 | 作品賞                     | サンジャイ・リーラー・バンサーリー                         | 受賞       |
| 第1回国際インド映画アカデミー賞 | 監督賞                     | サンジャイ・リーラー・バンサーリー                         | 受賞       |
| 第1回国際インド映画アカデミー賞 | 主演女優賞                 | アイシュワリヤー・ラーイ                                   | 受賞       |
| 第1回国際インド映画アカデミー賞 | 男性プレイバックシンガー賞 | ユディット・ナラヤン（「Chand Chupa Badal Mein」）         | 受賞       |
| 第1回国際インド映画アカデミー賞 | 撮影賞                     | アニル・メータ                                             | 受賞       |
| 第1回国際インド映画アカデミー賞 | 原案賞                     | プロタプ・カルヴァット、サンジャイ・リーラー・バンサーリー | 受賞       |
| 第1回国際インド映画アカデミー賞 | 台詞賞                     | アムリク・ギル                                             | 受賞       |
| 第1回国際インド映画アカデミー賞 | 脚本賞                     | サンジャイ・リーラー・バンサーリー                         | 受賞       |
| 第1回国際インド映画アカデミー賞 | 振付賞                     | サロージ・カーン                                           | 受賞       |
| 第1回国際インド映画アカデミー賞 | 録音賞                     | ジーテンドラ・チョードリー                                 | 受賞       |
| 第1回国際インド映画アカデミー賞 | 再録音賞                   | スシュミタ・セン                                           | 受賞       |
| ジー・シネ・アワード            | 作品賞                     | サンジャイ・リーラー・バンサーリー                         | 受賞       |
| ジー・シネ・アワード            | 監督賞                     | サンジャイ・リーラー・バンサーリー                         | 受賞       |
| ジー・シネ・アワード            | 主演女優賞                 | アイシュワリヤー・ラーイ                                   | 受賞       |
| ジー・シネ・アワード            | フェイス・オブ・ザ・イヤー | アイシュワリヤー・ラーイ                                   | 受賞       |
| ジー・シネ・アワード            | 男性プレイバックシンガー賞 | ユディット・ナラヤン                                       | 受賞       |
| ジー・シネ・アワード            | 女性プレイバックシンガー賞 | カビータ・クリシュナマーシー                               | 受賞       |
| ジー・ゴールド・アワード        | 監督賞                     | サンジャイ・リーラー・バンサーリー                         | 受賞       |
| ジー・ゴールド・アワード        | 審査員選出主演女優賞       | アイシュワリヤー・ラーイ                                   | 受賞       |
| ジー・ゴールド・アワード        | 男性プレイバックシンガー賞 | クマール・サーヌー                                         | 受賞       |
| ジー・ゴールド・アワード        | 衣装デザイン賞             | ニーター・ルッラー                                         | 受賞       |
| ジー・ゴールド・アワード        | 撮影賞                     | アニル・メータ                                             | 受賞       |
| ジー・ゴールド・アワード        | 脚本賞                     | サンジャイ・リーラー・バンサーリー                         | 受賞       |